# Канелові
Канелові (Canellaceae) — родина квіткових рослин порядку канелоцвітих (Canellales). Включає 25 видів.

## Поширення
Канелові поширені в тропічній Америці й Африці.

## Опис
Невеликі дерева і чагарники. Тичинки зростаються в трубку. Гінецей паракарпний. Квіти і плоди переважно червоні.

## Роди
- Canella
- Cinnamodendron
- Cinnamosma
- Pleodendron
- Warburgia